# Диско (фильм)
«Диско» (фр. Disco) — французский фильм режиссёра Фабьена Онтеньенте, вышедший в 2008 году.

## Сюжет
Дидье Траволта (Франк Дюбоск) — сорокалетний поклонник музыки стиля диско, не имеет никакой работы, живёт со своей мамой, является отцом ребёнка, которого он не видел некоторое время. Мать его сына не разрешает им видеться, поскольку он не может обеспечить сыну достойных каникул.
В то же время, его бывший друг Жан-Франсуа Джексон (Жерар Депардьё) приобретает ночной клуб le Gin Fizz и решает возродить конкурс диско Gin Fizz Academy.
Так как у Дидье нет никакой работы, то единственный способ увидеть своего сына — это выиграть этот конкурс, в котором победитель получает туристическую поездку в Австралию на двух человек.
Когда то, у него с друзьями было своё собственное танцевальное трио, под названием Bee Kings имевшее когда-то большой успех на танцплощадках. В этой группе, у него был псевдоним «Траволта».
Не сразу, но он убеждает двух своих прежних приятелей (Самюэль Ле Бьян и Аббес Замани) участвовать в конкурсе.
Годы прошли, им необходим преподаватель, которого он находит в лице Франс Наварр (Эммануэль Беар), чтобы она им помогла вернуть былую славу. И скоро они узнают, что, даже если когда-то они были лучшими, то времена изменились. Им придётся постараться, чтобы доказать, что они всё ещё в отличной форме.

## В ролях
- Франк Дюбоск — Дидье Грэндорж, «Дидье Траволта»
- Эммануэль Беар — Франс Наварр
- Жерар Депардьё — Жан-Франсуа Сиветт, «Жан-Франсуа Джексон»
- Самюэль Ле Бьян — Вальтер, докер, друг Дидье
- Аббес Замани — Нёной, продавец, друг Дидье
- Анни Корди — Мадам Грэндорж, мать Дидье
- Изабель Нанти — Баронесса Жаклин Брошар де ла Мариньер
- Франсуа-Ксавье Демезон — Гийом Навар, брат Франс Наварр
- Кристина Читти — Коко, жена Нёноя
- Хлоя Ламберт — Шериз, сестра Франс
- Даньель Лебрун — Мать Франс
- Жак Сере — Отец Франс
- Жером Ле Баннер — Родольф

## Съёмочная группа
- Режиссёр: Фабьен Онтеньенте
- Сценарий: Франк Дюбоск, Филипп Гийярд, Фабьен Онтеньенте
- Оператор: Жан-Мари Дрежу
- Монтажёр: Натали Ланглейд, Лоран Руан
- Композитор: Мишель Легран
- Хореограф: Redha

## Саундтрек
1. Tina Charles : I Love To Love (1976)
2. The Jackson 5 — «Blame It On The Boogie» (1978)
3. Кристоф Виллем : September (2008)
4. Глория Гейнор : First Be A Woman
5. Cerrone : Supernature
6. Boney M. — «Sunny»
7. Кристоф Виллем : Heartbreaker
8. The Bee Gees : Night Fever
9. Глория Гейнор : Never Can Say Goodbye
10. Cerrone : Laisser Toucher
11. Boney M. — «Daddy Cool»
12. Cerrone : Give Me Love
13. Earth, Wind and Fire : Boogie Wonderland
14. Voyage : From East To West
15. The Weather Girls — «It’s Raining Men»
16. Nivo : Disco
17. Эдвин Старр : H.A.P.P.Y. Radio
18. Донна Саммер : Last Dance
19. Джо Дассен —  «À toi»

## Интересные факты
- Фильм «Диско» в конечном счёте во Франции посмотрели 2 435 000 зрителей.
- Съёмки фильма проходили в городе Гавр.